# Magdiel Estrada
Magdiel Estrada Cala (Matanzas, 26 de agosto de 1994) es un deportista cubano que compite en judo.
Ganó tres medallas en los Juegos Panamericanos entre los años 2015 y 2023, y diez medallas en el Campeonato Panamericano de Judo entre los años 2013 y 2023.

## Palmarés internacional
| Juegos Panamericanos    | Juegos Panamericanos      | Juegos Panamericanos | Juegos Panamericanos |
| Año                     | Lugar                     | Medalla              | Categoría            |
| ----------------------- | ------------------------- | -------------------- | -------------------- |
| 2015                    | Toronto (Canadá)          | Medalla de oro       | –73 kg               |
| 2019                    | Lima (Perú)               | Medalla de oro       | –73 kg               |
| 2023                    | Santiago (Chile)          | Medalla de oro       | Equipo mixto         |
| Campeonato Panamericano |                           |                      |                      |
| Año                     | Lugar                     | Medalla              | Categoría            |
| 2013                    | San José (Costa Rica)     | Medalla de plata     | –73 kg               |
| 2014                    | Guayaquil (Ecuador)       | Medalla de plata     | –73 kg               |
| 2015                    | Edmonton (Canadá)         | Medalla de plata     | –73 kg               |
| 2016                    | La Habana (Cuba)          | Medalla de bronce    | –73 kg               |
| 2017                    | Ciudad de Panamá (Panamá) | Medalla de bronce    | –73 kg               |
| 2018                    | San José (Costa Rica)     | Medalla de plata     | –73 kg               |
| 2019                    | Lima (Perú)               | Medalla de oro       | –73 kg               |
| 2021                    | Guadalajara (México)      | Medalla de oro       | –73 kg               |
| 2022                    | Lima (Perú)               | Medalla de bronce    | –73 kg               |
| 2023                    | Calgary (Canadá)          | Medalla de bronce    | –73 kg               |